# Limenitis formosicola
Limenitis formosicola är en fjärilsart som beskrevs av Matsumura 1929. Limenitis formosicola ingår i släktet Limenitis och familjen praktfjärilar. Inga underarter finns listade i Catalogue of Life.